# Herwarth Walden

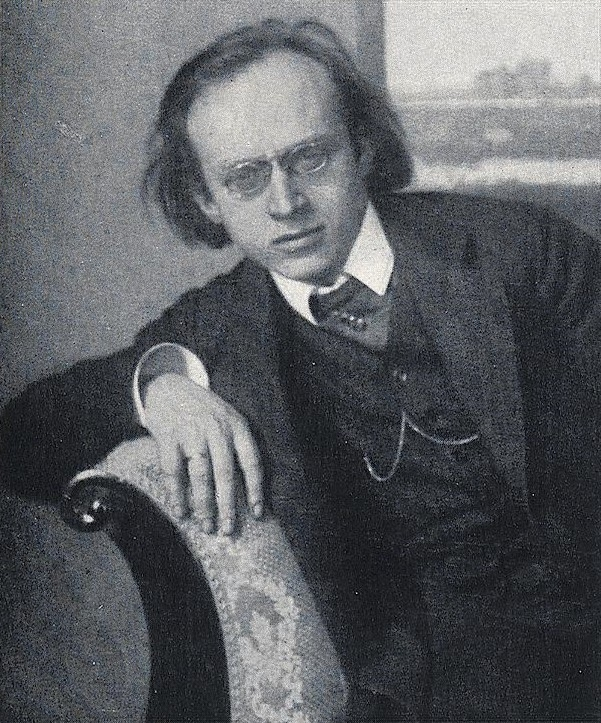
Herwarth Walden (ca. 1910)

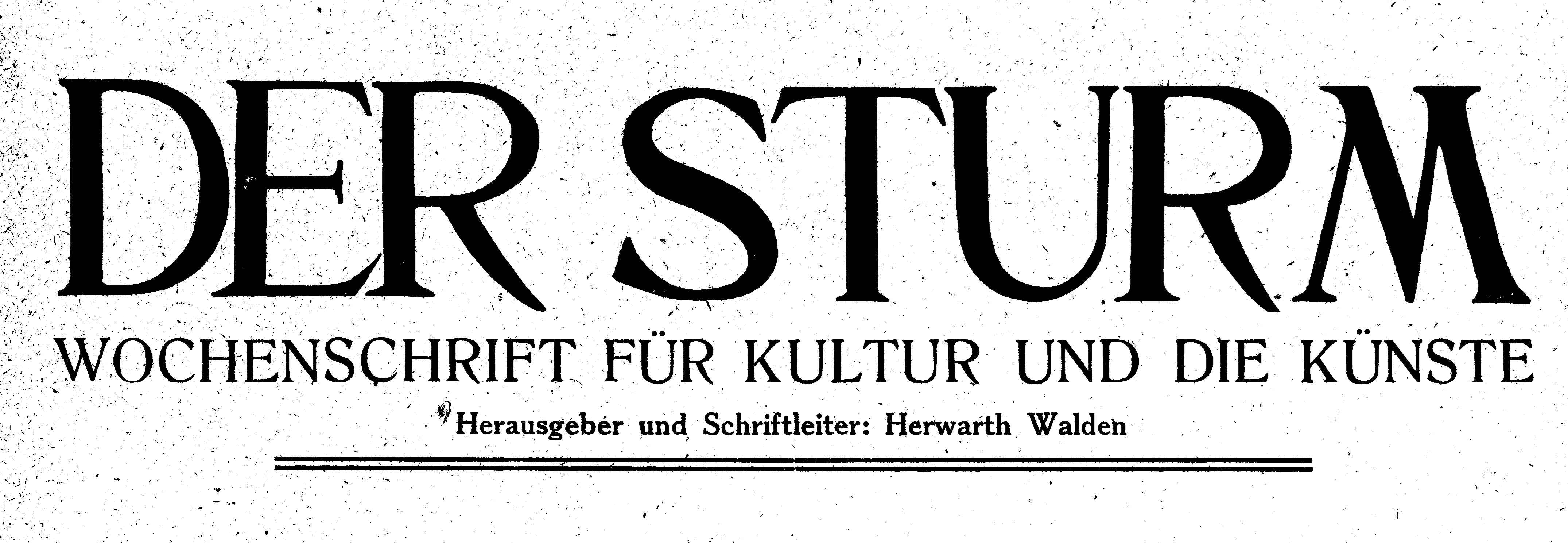
Vignet van het tijdschrift Der Sturm.

Herwarth Walden, pseudoniem van Georg Levin (Berlijn, 16 september 1878 – Saratov (Rusland), 31 oktober 1941) was een Duitse kunst- en literatuurcriticus, toneelschrijver, dichter en uitgever van het tijdschrift Der Sturm. Ook was hij pianist en schreef hij muziek.

## Levensloop
Levin trouwde in 1901 met Else Lasker-Schüler die hem aanbeval de naam Walden op te nemen, geïnspireerd door Henry Thoreaus roman Walden; or, Life in the Woods. In 1910 richtte hij samen met zijn toenmalige vriendin Nell Roslund het tijdschrift Der Sturm op, dat uit zou groeien tot hét Europese middelpunt van het expressionisme. In 1912 scheidde hij van Lasker-Schüler en hertrouwde in 1912 met de Zweedse Nell Roslund. Herwarth Walden was niet alleen zeer actief als redacteur van Der Sturm, ook organiseerde hij tentoonstellingen, zoals de 'Erster Deutscher Herbstsalon - Der Sturm' in 1913. Ook richtte hij een Sturm-uitgeverij op in Berlijn, galerie Der Sturm in 1912, eveneens in Berlijn, en een Sturm-Schule in 1916. De Sturm-Schule werd in Duitsland geleid door Georg Muche en in Nederland door de schilderes Jacoba van Heemskerck. Eind jaren '20 werd hij tot grote verbazing van zijn omgeving communist. Hij vestigde zich in 1931 als leraar in Moskou, maar nadat de Sovjet-Unie en nazi-Duitsland elkaar in 1940 de oorlog verklaarden, werd Walden in 1941 door de Russen gearresteerd. Hij stierf in gevangenschap.

## Werk

### Toneel
- Weib (1917)
- Glaube (1918)
- Trieb (1918)
- Erste Liebe (1918)
- Die Beiden (1918)
- Sünde (1918)
- Kind (1918)
- Letzte Liebe (1918)
- Menschen (1918)

### Romans
- Das Buch der Menschenliebe (1916)
- Die Härte der Weltenliebe (1917)
- Unter den Sinnen (1919)

### Kunstkritieken
- Die neue Malerei (1912)
- Kunstkritiker und Kunstmaler (1916)
- Einblick in die Kunst: Expressionismus, Kubismus, Futurismus (1917).

### Poëzie
- Im Geschweig der Liebe (1925)